# 徐可相
徐可相（1520年—？），字懋忠，號鶴皋，廣西桂林府臨桂縣人，民籍，明朝政治人物。

## 生平
嘉靖十六年（1537年）丁酉科廣西鄉試第四名舉人。嘉靖二十六年（1547年）中式丁未科會試第五十三名，登第三甲第五十名進士。工部觀政，授常德府推官，补苏州府推官，升本府同知。

## 家族
曾祖徐英；祖父徐顒，縣主簿；父徐淮，知州。前母龍氏；母劉氏。兄可棟；弟可楷。